# Terry Leyden

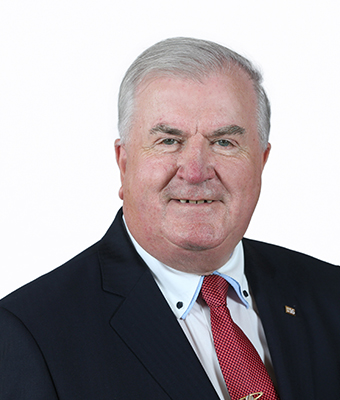
Terry Leyden, 2016

Terry Leyden (* 1. Oktober 1945) ist ein irischer Politiker der Fianna Fáil.
Nach Beendigung der Schule studierte Leyden an der National University of Ireland in Galway und erhielt dort ein Diplom in Politikwissenschaft, Soziologie und Ökonomie.
Im Jahr 1974 wurde er in das Roscommon County Council gewählt. 1979, 1985 und 1999 erfolgte jeweils seine Wiederwahl. 1977 wurde Leyden für die Fianna Fáil im Wahlkreis Roscommon-Leitrim erstmals in den Dáil Éireann gewählt. Nach mehreren erfolgreichen Wiederwahlen, nunmehr im Wahlkreis Roscommon, gehörte er bis 1992 an. In dieser Zeit war er vom 23. März 1982 bis zum 14. Dezember 1982 Staatsminister im Verkehrsministerium und im Ministerium für Post und Telegraphie, vom 12. März 1987 bis zum 12. Juli 1989 Staatsminister im Gesundheitsministerium sowie vom 19. Juli 1989 bis zum 11. Februar 1992 Staatsminister im Industrie- und Handelsministerium. Nachdem er bereits vom 2. Dezember 1992 bis zum 17. Dezember 1992 Senator im Seanad Éireann war, wurde er 2002 erstmals in den Seanad Éireann gewählt. Im Dezember 1992 war er von Taoiseach Albert Reynolds zum Senator nominiert worden, um einen vakanten Sitz neu zu besetzen. Bei den nächsten Senatswahlen im Jahr 2007 konnte Leyden seinen Sitz verteidigen.
Leyden ist verheiratet und hat vier Kinder. Seine Tochter Orla Leyden (Fianna Fáil) wurde 2004 erstmals in das Roscommon County Council gewählt.